# Територія темряви
Територія темряви — це роман лауреата Нобелівської премії з літератури  В. С. Найпола написаний у 1964 році. Оригінальна назва — «An Area of Darkness».
Роман з'явився на початку 1960-х і розповідає про  подорож Найпола по Індії. Незважаючи на те, що письменник знаходить село, де жили його предки, ця земля залишається для нього чужою. Ні його перебування в Південній Індії, ні подорож на північ, до Кашміру не зблизили його з цією країною."Територія темряви" передає відчуття розчарування, яке автор випробовує під час свого першого візиту до землі своїх предків. Книга була негайно заборонена в Індії за «негативне зображення Індії та її людей».